# كانانغا

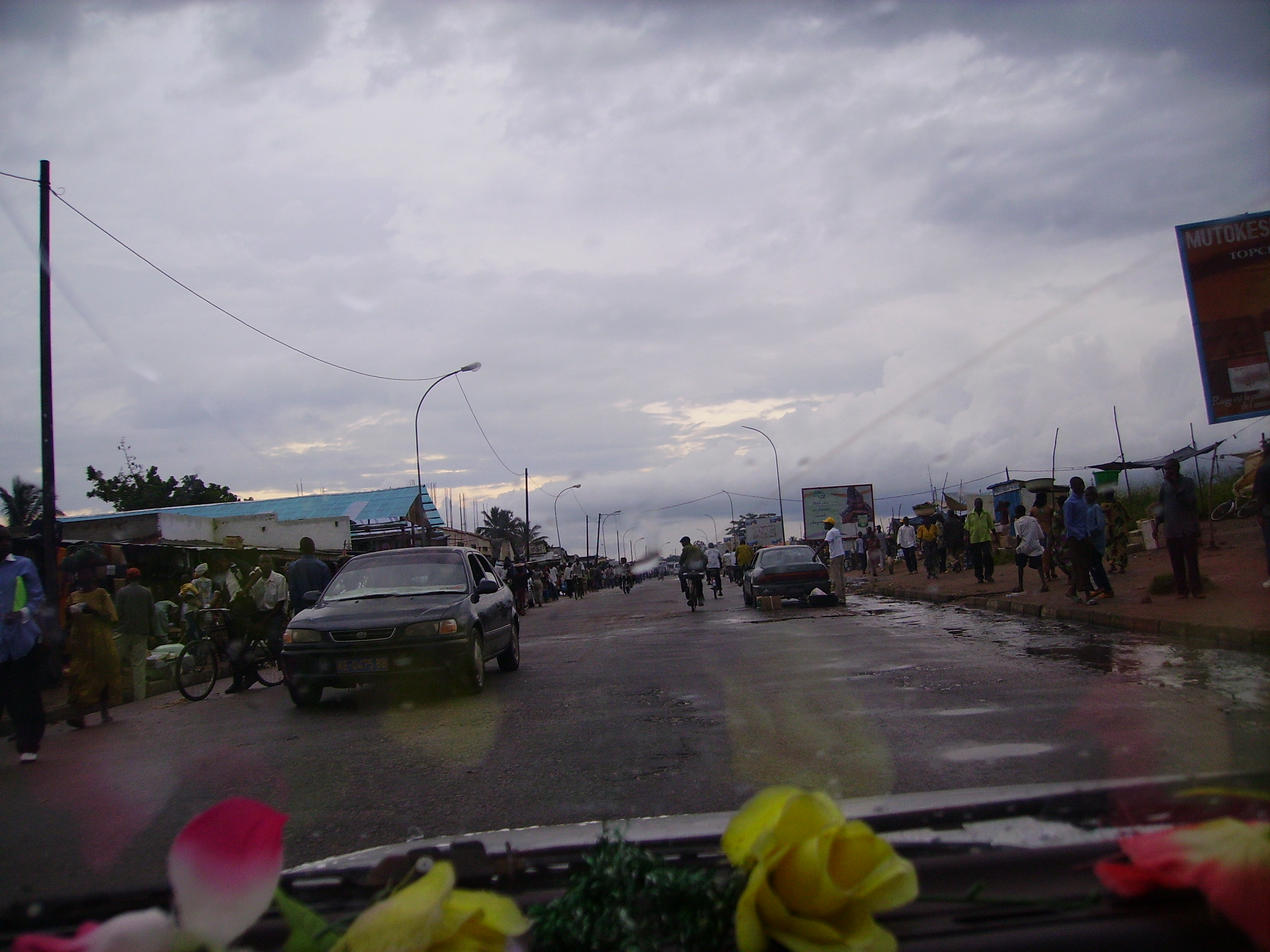

كانانغا كانت تعرف مسبقا بلولوابورغ هي عاصمة مقاطعة لولوا في جمهورية الكونغو الديمقراطية. يبلغ عدد سكانها 1,130,000 حسب إحصاء 2004. تقع المدينة بالقرب من نهر لولوا.

## المناخ
يظهر الجدول التالي التغييرات المناخية على مدار السنة لكانانغا:
| البيانات المناخية لـكانانغا       | البيانات المناخية لـكانانغا | البيانات المناخية لـكانانغا | البيانات المناخية لـكانانغا | البيانات المناخية لـكانانغا | البيانات المناخية لـكانانغا | البيانات المناخية لـكانانغا | البيانات المناخية لـكانانغا | البيانات المناخية لـكانانغا | البيانات المناخية لـكانانغا | البيانات المناخية لـكانانغا | البيانات المناخية لـكانانغا | البيانات المناخية لـكانانغا | البيانات المناخية لـكانانغا |
| الشهر                             | يناير                       | فبراير                      | مارس                        | أبريل                       | مايو                        | يونيو                       | يوليو                       | أغسطس                       | سبتمبر                      | أكتوبر                      | نوفمبر                      | ديسمبر                      | المعدل السنوي               |
| --------------------------------- | --------------------------- | --------------------------- | --------------------------- | --------------------------- | --------------------------- | --------------------------- | --------------------------- | --------------------------- | --------------------------- | --------------------------- | --------------------------- | --------------------------- | --------------------------- |
| متوسط درجة الحرارة الكبرى °م (°ف) | 29 (85)                     | 29 (85)                     | 30 (86)                     | 30 (86)                     | 31 (87)                     | 31 (88)                     | 29 (85)                     | 30 (86)                     | 29 (85)                     | 29 (85)                     | 29 (85)                     | 29 (84)                     | 30 (86)                     |
| متوسط درجة الحرارة الصغرى °م (°ف) | 20 (68)                     | 20 (68)                     | 20 (68)                     | 20 (68)                     | 20 (68)                     | 18 (64)                     | 17 (63)                     | 19 (66)                     | 19 (67)                     | 20 (68)                     | 20 (68)                     | 20 (68)                     | 19 (67)                     |
| الهطول مم (إنش)                   | 120 (4.7)                   | 110 (4.5)                   | 190 (7.3)                   | 150 (6.1)                   | 81 (3.2)                    | 13 (0.5)                    | 18 (0.7)                    | 51 (2)                      | 120 (4.6)                   | 150 (5.8)                   | 230 (9.2)                   | 210 (8.1)                   | 1٬440 (56.7)                |
| المصدر: Weatherbase               |                             |                             |                             |                             |                             |                             |                             |                             |                             |                             |                             |                             |                             |

## أعلام
- إيدو كايمبي
- مولامبا نداي
- بويلا كاتيافالا
- إيلونغا ماكابو